# HE 1523-0901
Désignations
HE 1523-0901 est une étoile de magnitude 11 située dans la Balance qui a été étudiée en 2007 par Anna Frebel et son équipe.
C'est une étoile géante rouge de classe G qui présente une métallicité [Fe/H] = -2,95,. En revanche, les éléments créés au cours du processus r (r pour rapide, il s'agit d'un processus de capture de neutrons par des nucléons lourds et radioactifs) sont surabondants (en proportion) avec un rapport [r/Fe] = 1,8,.
C'est également l'une des étoiles les plus âgées qu'on ait découvertes dans la Voie lactée : 13,2 milliards d'années. Selon Anna Frebel, c'est une étoile de 2e ou 3e génération[réf. souhaitée].